# François-Rupert Carabin

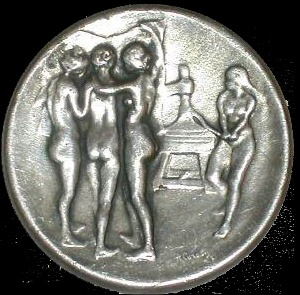
Medalie gravată pentru Le Journal.

François-Rupert Carabin (n. 17 martie 1862, Saverne, Republica franceză, Franța – d. 28 noiembrie 1932, Strasbourg, Franța) a fost un ebenist, fotograf și sculptor francez. Opera sa a fost reprezentativă pentru stilul Art Nouveau.

## Biografie
Carabin s-a născut pe 17 martie 1862 din părinți alsacieni. Familia sa a fost strămutată din cauza războiului din 1870 și, după ce au refuzat să accepte naționalitatea germană, s-a mutat la Paris când Carabin avea doar 8 ani. La 16 ani a devenit ucenic al unui gravor. Primul său loc de muncă a fost ca sculptor ornamental pentru un producător de mobilă dintr-o suburbie a cartierului Saint-Antoine.
Între 1889 și 1919, Carabin a sculptat numeroase piese de mobilier, realizate în principal din lemn de stejar, par sau nuc. Una dintre aceste piesă, finalizată în 1893, a fost intitulată Fauteuil.
A realizat medalii și a practicat fotografia. După încheierea Primului Război Mondial, a fost numit director al École supérieure des Arts Décoratifs din Strasbourg și a fost invitat în mod regulat la Secesiunea vieneză. A activat în mediul artistic din Montmartre și a realizat o serie de studii fotografice despre prostituate. Sculpturile și desenele sale au înfățișat forma feminină ca element structurale, mai degrabă decât simbolic, având o tendință spre stilul decadent. A sculptat o serie de statuete din bronz reprezentând dansatoare, pe care le-a expus în 1897 la Galeria Bernheim. De asemenea, a participat la Salon des Indépendants⁠(d) din 1884 până în 1891. În jurul anului 1900 și-a expus lucrările în Secesiunea vieneză, iar în calitate de membru și delegat al acestei asociații de artiști a organizat arta avangardistă franceză pentru Secesiunea vieneză.
Carabin a realizat numeroase monumente dedicate victimelor din Marele Război, inclusiv monumentul din Saverne, care a fost distrus în 1942 în timpul celui de-al Doilea Război Mondial.  Carabin a murit pe 28 noiembrie 1932 la Strasbourg, Franța.

## Selecție de lucrări

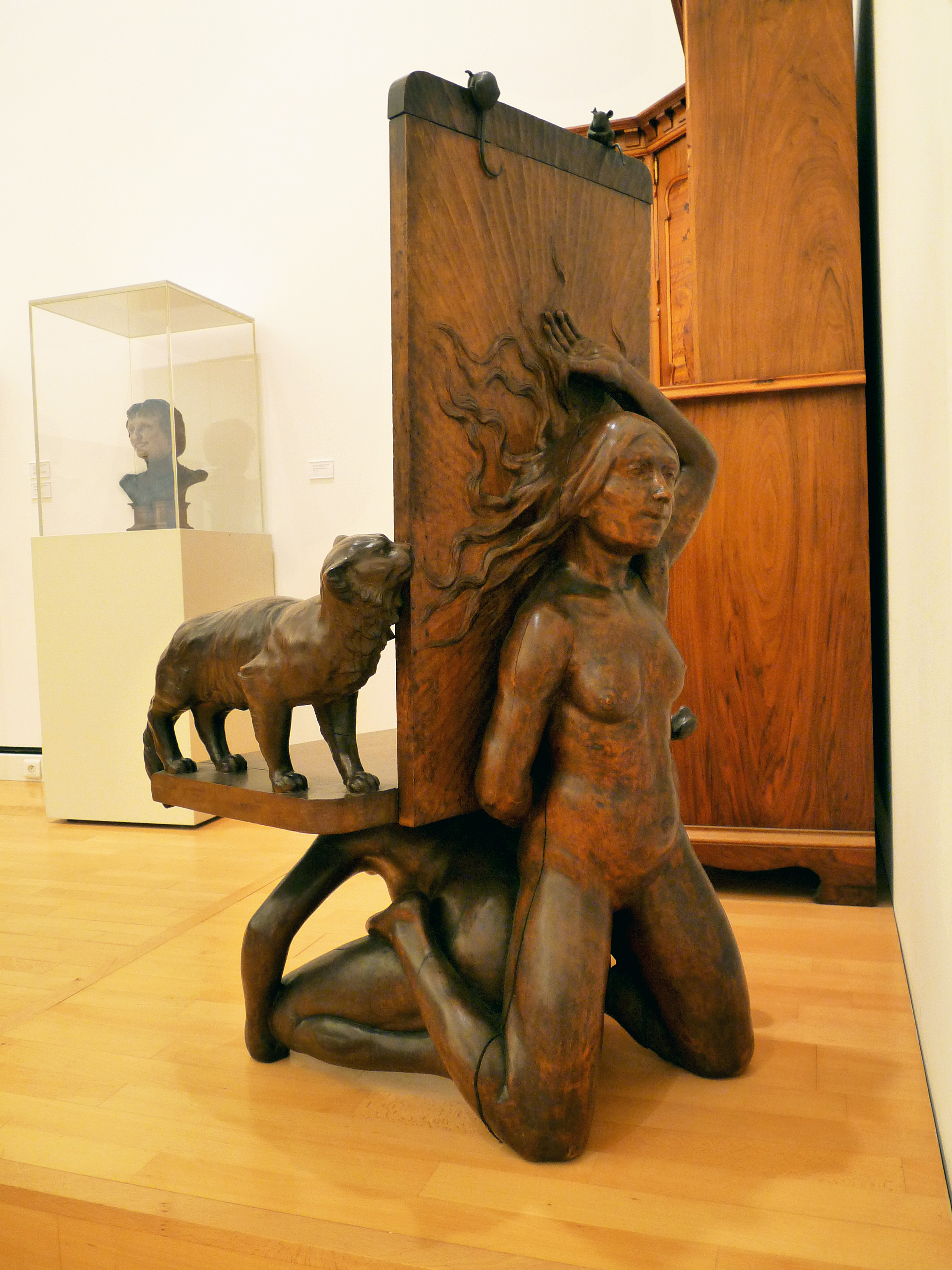
Fauteuil (spate)
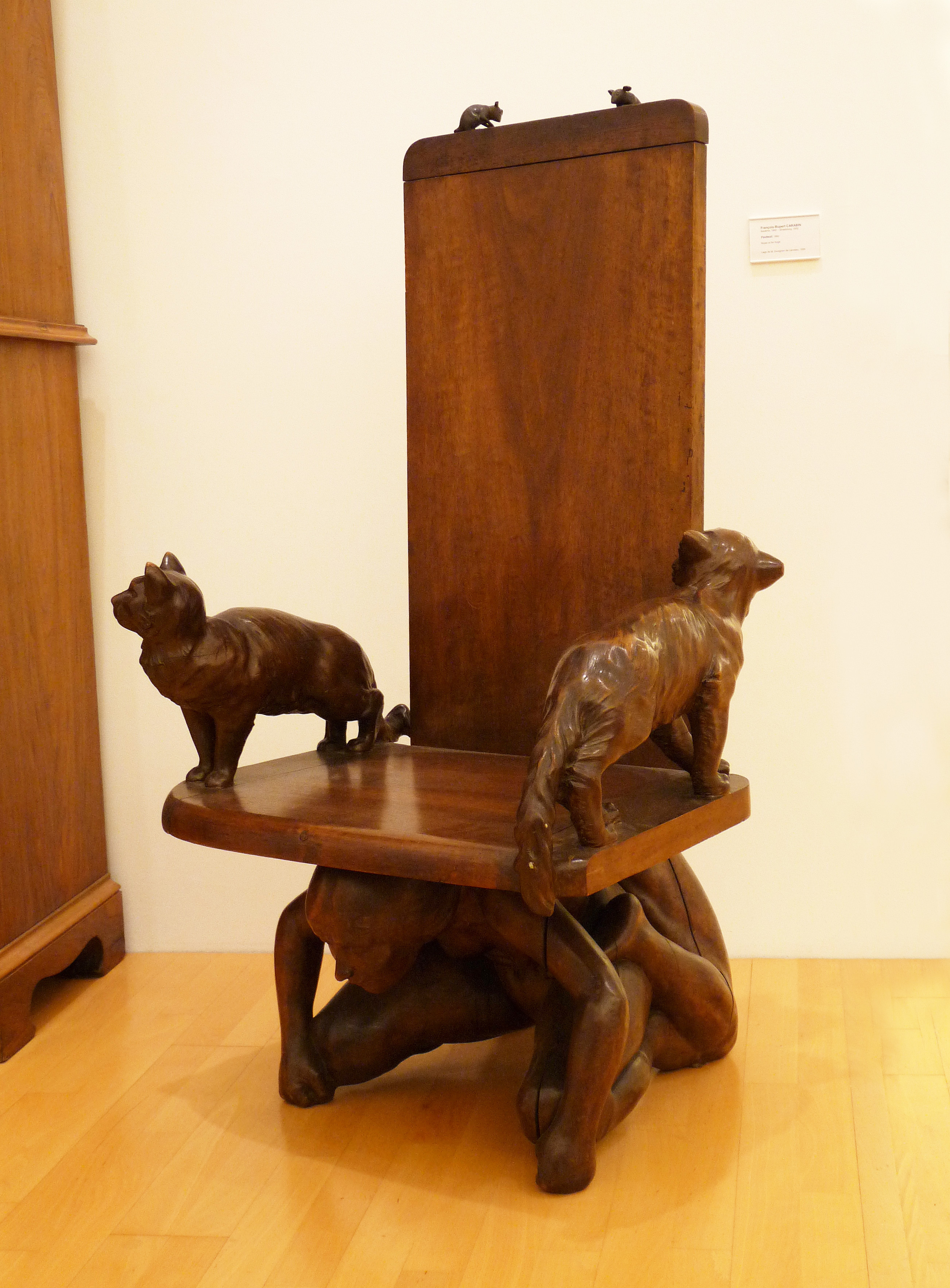
Fauteuil (față)
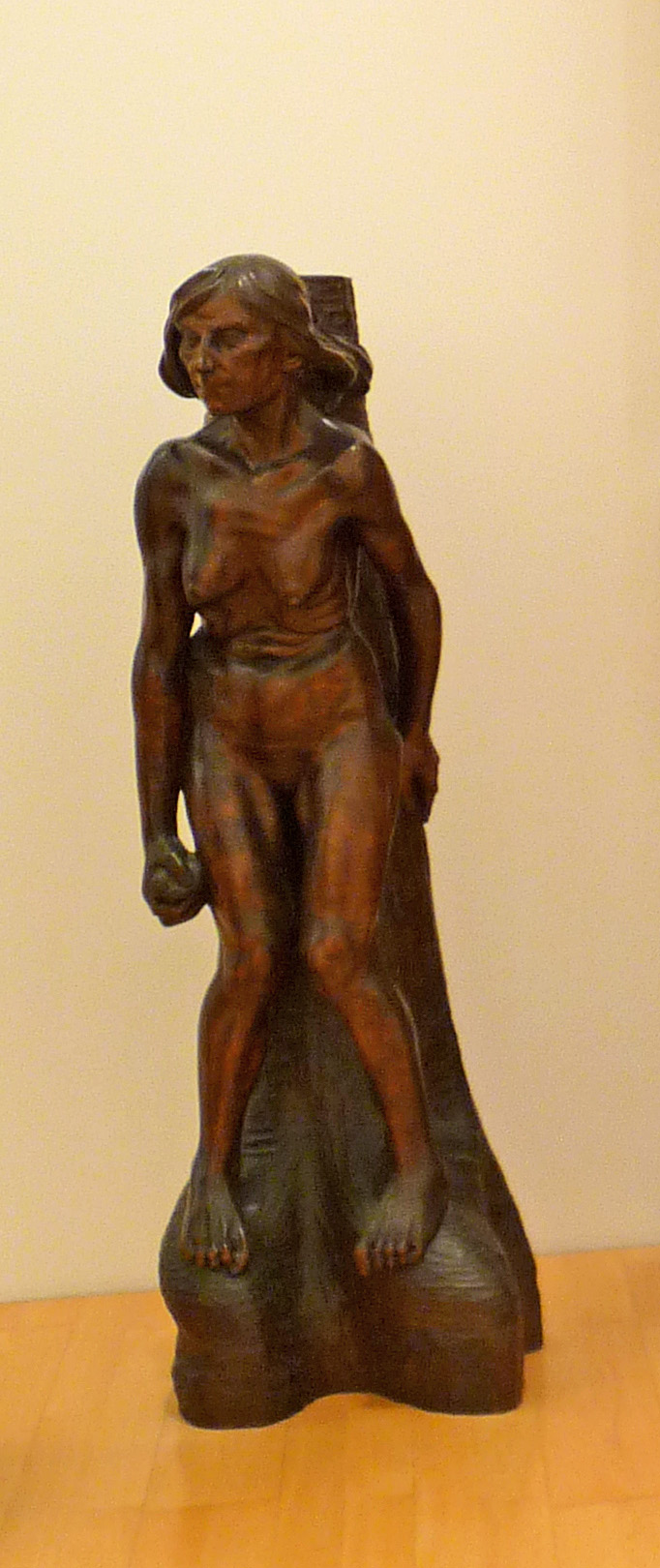
La Souffrance
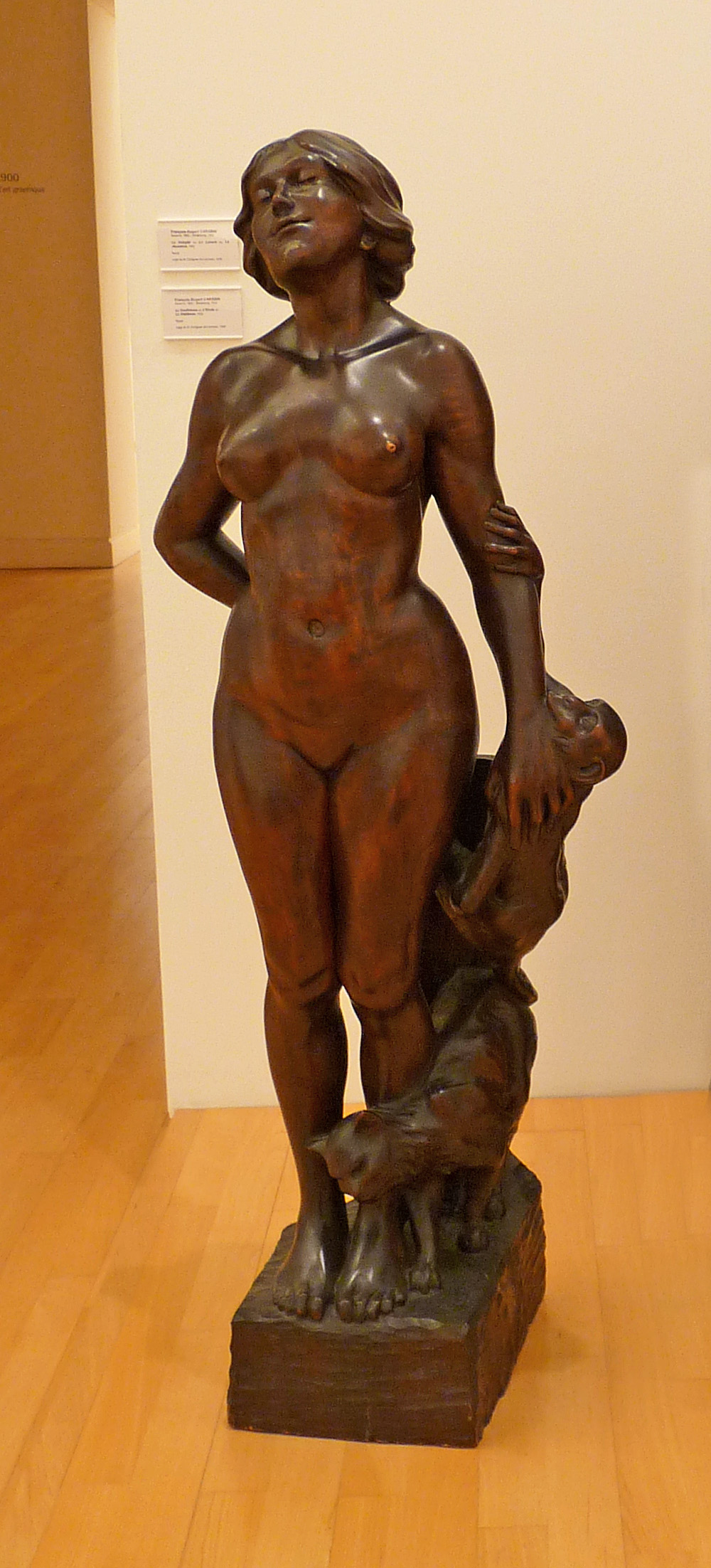
La Volupté
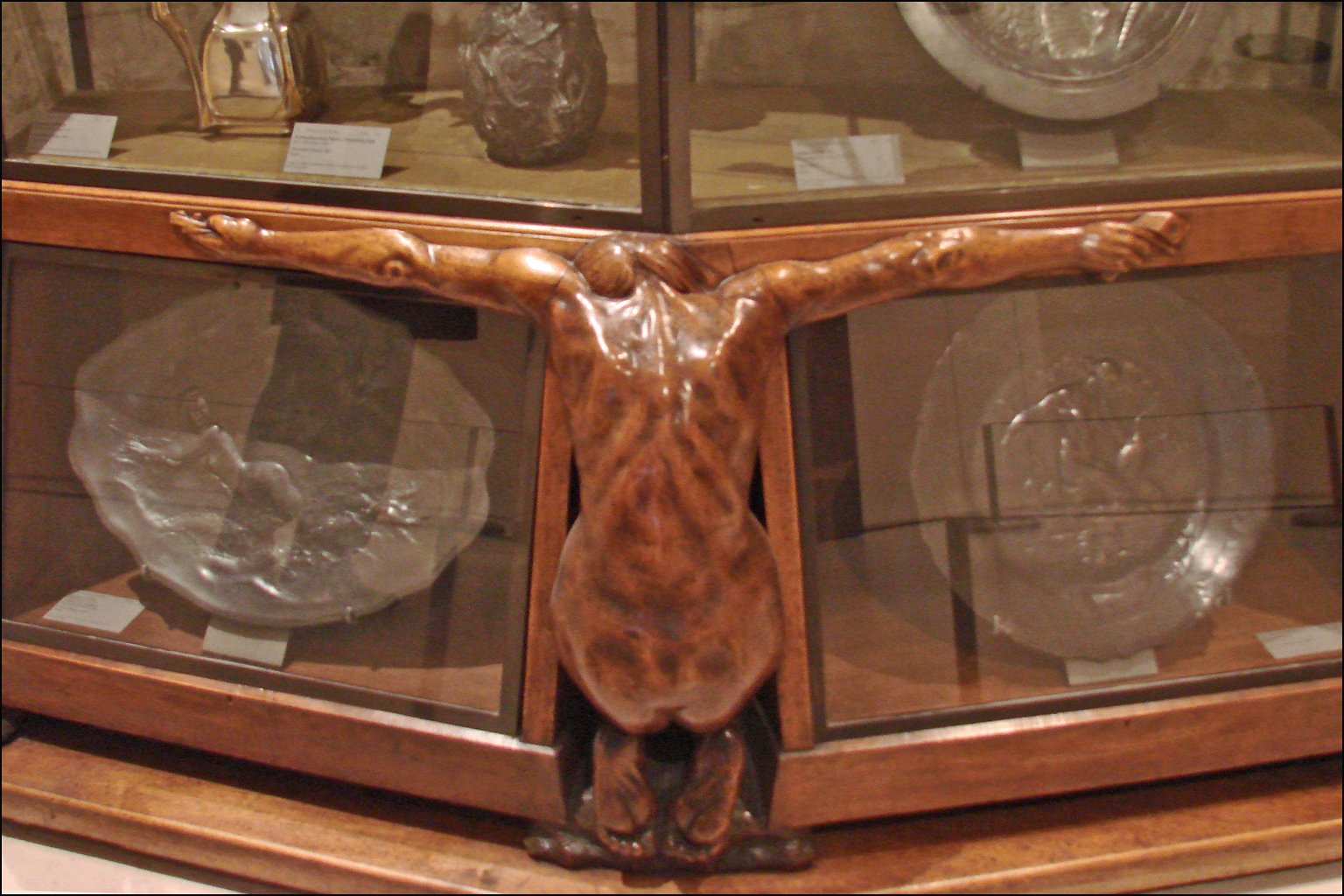
Vitrină pentru obiecte de artă

## Lucrări principale
- La légende Savernoise, 1914, statuetă, lemn, Musée d'Orsay, Paris.
- Loïe Fuller, 1896–1897, statuetă, bronz, Nouvelle Pinacothèque de Munich
- la Critique artistique, 1891, statuetă, ceară policromă, Musée d'Orsay
- Fontaine-Lavabo, 1893, Muzeul d'Orsay
- Fauteuil, 1893, stejar și fier forjat, Musée d'Art Moderne din Strasbourg
- La Volupté (sau La Luxure, sau La Jeunesse ), 1902, Musée d'Art Moderne din Strasbourg
- La Souffrance (sau La Vieillesse, sau L'Envie ), 1902, Musée d'Art Moderne din Strasbourg
- Bibliothèque, 1890, fier forjat, Musée d'Orsay à Paris
- Buffet Sel et poivre, 1906–1908
- Encrier, 1900–1901, Richmond, Muzeul de Arte Frumoase din Virginia